# EU-Emissionshandelsregister
Das EU-Emissionshandelsregister ist ein Verzeichnis zur Umsetzung von Art. 19 Abs. 3 der Richtlinie 2003/87/EG (Emissionshandelsrichtlinie) (EU-EHS-Richtlinie) und der marktwirtschaftlichen Klimaschutzinstrumente des Kyoto-Protokolls. Es wurde 2012 infolge einer 2009 vorgenommenen Änderung der EU-EHS-Richtlinie in einem einzigen, von der Europäischen Kommission verwalteten EU-Register zentralisiert.
Das Unionsregister ist eine Online-Datenbank, welche die am EU-Emissionshandel teilnehmenden Unternehmen und Anlagen verzeichnet. Es führt die Konten für ortsfeste Anlagen und Luftfahrzeugbetreiber auf, die unter die EU-EHS-Richtlinie fallen und erfasst die ihnen in jedem Mitgliedstaat kostenlos zugeteilten Zertifikate. Es fungiert zudem als Register des Kyoto-Protokolls, um den Mitgliedstaaten der Europäischen Union dabei zu helfen, ihre Verpflichtungen als Vertragspartei des Kyoto-Protokolls zu erfüllen.
Die Emissionshandelssysteme der Europäischen Union und der Schweiz wurden miteinander verknüpft.
Im Unionsregister sind verzeichnet:
- nationale Umsetzungsmaßnahmen (eine Liste der von der EHS-Richtlinie erfassten Anlagen in den einzelnen EU-Ländern sowie etwaige kostenlose Zuteilungen für diese im Zeitraum 2013–2020)
- Konten von Unternehmen oder natürlichen Personen, die Inhaber solcher Zertifikate sind
- Übertragungen von Zertifikaten („Transaktionen“) durch Kontoinhaber
- geprüfte jährliche CO2-Emissionen von Anlagen und Luftfahrzeugbetreibern
- jährlicher Abgleich der Zertifikate und der geprüften Emissionen, wobei jedes Unternehmen eine zur Abdeckung seiner gesamten geprüften Emissionen ausreichende Anzahl von Zertifikaten abgegeben haben muss.

Das nationale Emissionshandelsregister (nEHS-Register) wird in Deutschland durch die im Umweltbundesamt ansässige Deutsche Emissionshandelsstelle (DEHSt) verwaltet (§ 17, § 19 Abs. 1 Nr. 3 TEHG).
Weitere Einzelheiten zu jedem dieser Einheitentypen finden sich im Guide to Using Kyoto Units in the European Union Emissions Trading Scheme ‚Leitfaden zur Verwendung von Kyoto-Einheiten im Emissionshandelssystem der Europäischen Union‘, der auf der Website der Umweltagentur verfügbar ist. Darüber hinaus können Regulierungsbehörden und benannte zuständige Behörden regulierte Industrien (solche mit gesetzlichen Emissionsreduktionszielen) verwalten und die nationale Einhaltung und Leistung gegenüber internationalen Emissionsreduktionsverpflichtungen überwachen.
Computergestützte Register sind Schlüsselkomponenten des EU-Emissionshandelssystems (EU ETS) und des umfassenderen internationalen Emissionshandels unter dem Kyoto-Protokoll des Rahmenübereinkommens der Vereinten Nationen über Klimaänderungen (UNFCCC). Gemäß der EU-EHS-Richtlinie waren die EU-Mitgliedstaaten verpflichtet, ab 2005 ein standardisiertes, elektronisches nationales Register einzurichten, während die Vertragsparteien des Kyoto-Protokolls verpflichtet waren, ab 2008 ein nationales Register einzurichten, um den internationalen Emissionshandel zu ermöglichen. Die funktionalen Anforderungen an das Register werden von der Europäischen Kommission (durch die Registry Regulations) und dem UNFCCC-Sekretariat (durch verschiedene COP / MOP-Entscheidungen) festgelegt.
Alle nationalen Register sind direkt mit dem International Transaction Log (ITL) des UNFCCC verbunden. Dieses Transaktionsprotokoll ist für die Überprüfung aller Transaktionen verantwortlich, um sicherzustellen, dass sie den Regeln des internationalen Emissionshandels unter dem Kyoto-Protokoll entsprechen. Das ITL hat auch einen Link zum Community Independent Transaction Log (CITL) der EU. Dieses Transaktionsprotokoll ist für die Überprüfung aller Transaktionen verantwortlich, um sicherzustellen, dass sie den Regeln des EU-Emissionshandelssystems (EU ETS) entsprechen.